# Депрессия (метеорология)

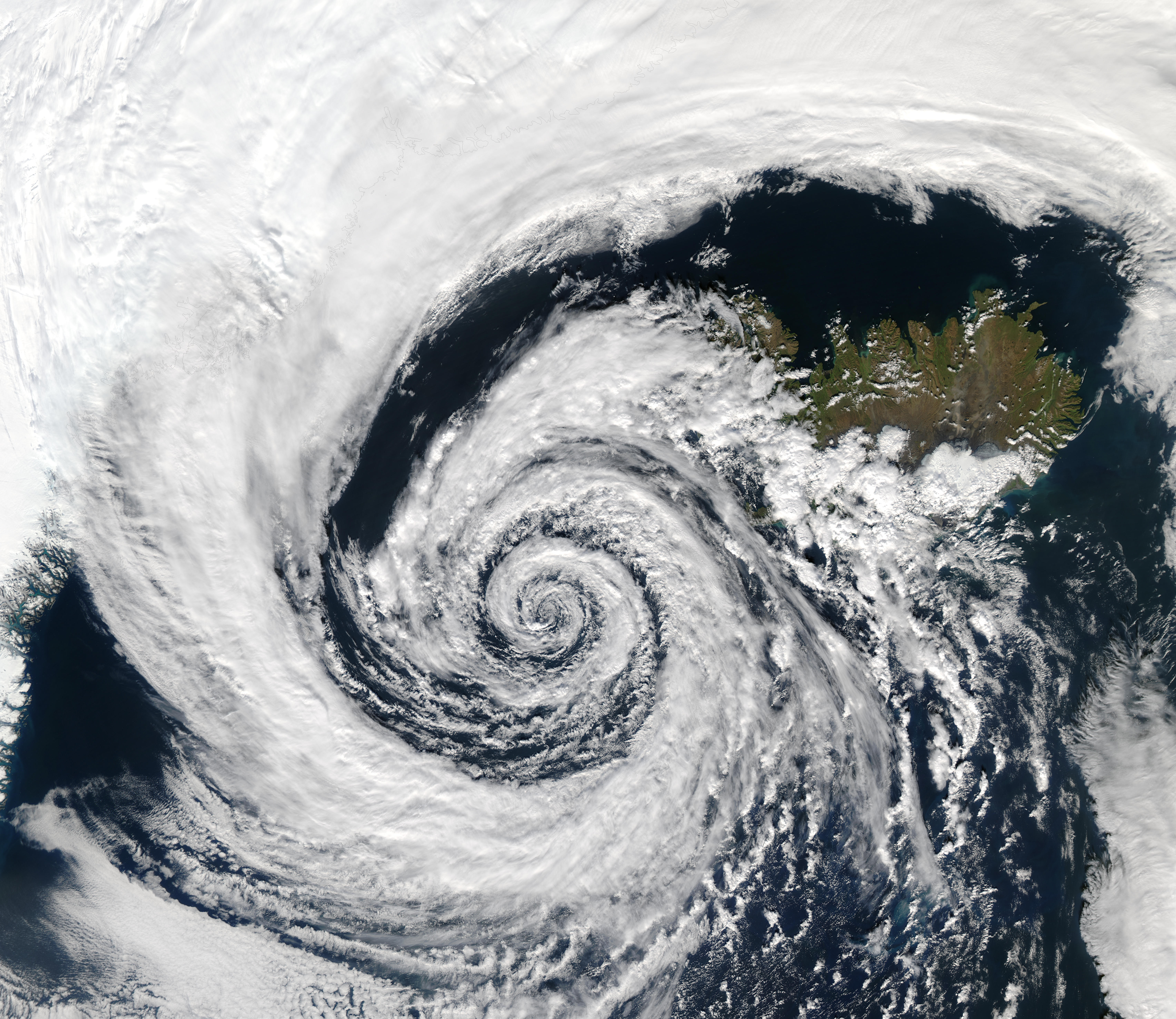
Атмосферная депрессия, возникшая на юго-западном побережье Исландии 4 сентября 2003 года. (Спутниковый снимок)

Депре́ссия в метеорологии — область сравнительно низкого атмосферного давления (низкого стояния барометра).
Депрессии бывают периодически возникающие — Азиатская (центр над Афганистаном), Австралийская летняя депрессия — Австралия, Новая Гвинея, Индонезия, Алеутская — Алеутские острова; постоянные — экваториальные, субполярные.
Циклон также представляет собой метеорологическую депрессию, только подвижную.